# Freeport (Floride)
Pour les articles homonymes, voir Freeport.
La ville de Freeport est située dans le comté de Walton, dans l’État de Floride, aux États-Unis. Sa population s’élevait à 2 360 habitants lors du recensement de 2010, estimée à 2 119 habitants en 2017.

## Démographie
| 1970 | 1980 | 1990 | 2000  | 2010  | - |
| ---- | ---- | ---- | ----- | ----- | - |
| 518  | 669  | 843  | 1 190 | 1 787 | - |

| Groupe            | Freeport | Floride | États-Unis |
| ----------------- | -------- | ------- | ---------- |
| Blancs            | 87,6     | 75,0    | 72,4       |
| Autres            | 3,3      | 3,6     | 6,4        |
| Afro-Américains   | 2,9      | 16,0    | 12,6       |
| Métis             | 2,7      | 2,5     | 2,9        |
| Amérindiens       | 1,8      | 0,4     | 0,9        |
| Asiatiques        | 1,7      | 2,4     | 4,8        |
| Total             | 100      | 100     | 100        |
|                   |          |         |            |
| Latino-Américains | 9,1      | 22,5    | 16,7       |

Selon l'American Community Survey, pour la période 2011-2015, 91,57 % de la population âgée de plus de 5 ans déclare parler l'anglais à la maison, 5,84 % déclare parler l'espagnol, 0,93 % le portugais et 1,67 % une autre langue.

## Source
- (en) Cet article est partiellement ou en totalité issu de l’article de Wikipédia en anglais intitulé « Freeport, Florida » (voir la liste des auteurs).